# Bocha nos Jogos Para Sul-Americanos de 2014
As competições de bocha nos Jogos Para Sul-Americanos de 2014 foram disputadas entre os dias 27 e 30 de março  no Complexo de Alto Rendimento, em Santiago.
A bocha paralímpica é disputada por atletas cadeirantes ou que sofram de algum grau de paralisia cerebral. Homens e mulheres competem juntos. Os atletas são divididos em 4 classes diferentes:
BC1: Atletas com paralisia cerebral que podem arremessar ou chutar a bola. Podem receber auxílio para estabilizar a cadeira e receberem a bola;
BC2: Atletas com paralisia cerebral que possuem uma dificuldade menor em segurar e arremessar a bola. Não recebem assistência;
BC3: Atletas que não conseguem arremessar a bola sozinhos e necessitam do uso de uma calha para o arremesso.
BC4: Atletas com outras deficiências e que tenham dificuldade em arremessarem a bola.

## Calendário
| ● | Classificação | ● | Competições | ● | Finais |

| Março | S  | T  | Q  | Q  | S  | S  | D  | T |
| Março | 24 | 25 | 26 | 27 | 28 | 29 | 30 | T |
| ----- | -- | -- | -- | -- | -- | -- | -- | - |
| Bocha |    |    |    |    | 4  | 2  | 1  | 7 |

## Medalhistas
| Evento                  | Ouro                       | Prata                       | Bronze                       |
| Individual BC1 detalhes | ARG Roberto Herman Leglise | BRA José Carlos de Oliveira | VEN José Pagua               |
| Individual BC2 detalhes | BRA Maciel de Souza Santos | ARG Óscar Dante Lafontana   | ARG Sebastián Pablo González |
| Individual BC3 detalhes | BRA Antônio Leme           | ARG María Belén Ruiz        | BRA Daniele Martins          |
| Individual BC4 detalhes | BRA Marcelo dos Santos     | ARG José María Buzzo        | CHI Matías Alcaino           |
| Equipes BC1-2 detalhes  | BRA Brasil                 | ARG Argentina               | VEN Venezuela                |
| Pares BC3 detalhes      | BRA Brasil                 | ARG Argentina               | COL Colômbia                 |
| Pares BC4 detalhes      | COL Colômbia               | BRA Brasil                  | ARG Argentina                |

## Quadro de medalhas
País-sede destacado
| Ordem | País      | Medalha de ouro | Medalha de prata | Medalha de bronze | Total |
| ----- | --------- | --------------- | ---------------- | ----------------- | ----- |
| 1     | Brasil    | 5               | 2                | 1                 | 8     |
| 2     | Argentina | 1               | 5                | 2                 | 8     |
| 3     | Colômbia  | 1               |                  | 1                 | 2     |
| 4     | Venezuela |                 |                  | 2                 | 2     |
| 5     | Chile     |                 |                  | 1                 | 1     |
|       | Equador   |                 |                  |                   | 0     |
|       | Peru      |                 |                  |                   | 0     |
|       | Uruguai   |                 |                  |                   | 0     |
| TOTAL | TOTAL     | 7               | 7                | 7                 | 21    |